# Branco Escola
Branco Escola ist eine Weißweinsorte.
Sie ist eine autochthone Sorte in Portugal. Dort ist sie in den Subregionen Lima und Braga des Anbaugebiets des Vinho Verde zugelassen.
Die Sorte ergibt Weine von mäßiger Qualität. Sie kann sehr ertragsstark sein aber bedingt durch ihre Anfälligkeit gegen diverse Pilzkrankheiten (Echter Mehltau, Falscher Mehltau der Weinrebe …) ist ihr Ertrag stark schwankend.
Siehe auch den Artikel Weinbau in Portugal sowie die Liste von Rebsorten.
Synonyme: Asal, Asal de Santo Tirso, Azal de Santo Tirso, Borrado, Borrado das Moscas, Branco da Asal, Cagado das Moscas und Pintosa.

## Ampelographische Sortenmerkmale
In der Ampelographie wird der Habitus folgendermaßen beschrieben:
- Die Triebspitze ist offen. Sie ist weißwollig behaart, grünlich mit rötlichem Anflug. Die bronzegefleckten Jungblätter sind auf der Oberseite schwachwollig und auf der Unterseite weißwollig behaart.
- Die großen Blätter sind drei- bis fünflappig und schach gebuchtet (siehe auch den Artikel Blattform). Die Stielbucht ist Lyren -förmig offen. Das Blatt ist stumpf gezahnt. Die kleinen Zähne sind im Vergleich zu anderen Rebsorten eng gesetzt.
- Die pyramidalförmige Traube ist groß und dichtbeerig. Die leicht elliptischen bis ovalen Beeren sind mittelgroß bis groß und von gelb-grüner Farbe. Die Beeren verfügen über eine dicke Schale und sind im Geschmack neutral.

Branco Escola ist eine Varietät der Edlen Weinrebe (Vitis vinifera). Sie besitzt zwittrige Blüten und ist somit selbstfruchtend. Beim Weinbau wird der ökonomische Nachteil vermieden, keinen Ertrag liefernde, männliche Pflanzen anbauen zu müssen.